# باريس تورز 1993
باريس تورز 1993 (بالفرنسية: Paris-Tours 1993)‏ هو سباق دراجات هوائية، وهو الموسم رقم 87 من باريس تورز، وأقيم في 1993 ضمن سباقات كأس العالم لسباق الدراجات على الطريق 1993 ‏.
فاز بالمركز الأول يوهان موسيو، وبالمركز الثاني ماوريتسيو فوندريست، وبالمركز الثالث Alexander Gontchenkov ‏.

## الفائزون
| الترتيب | الفائز                |
| ------- | --------------------- |
| الفائز  | يوهان موسيو           |
| الثاني  | ماوريتسيو فوندريست    |
| الثالث  | Oleksandr Honchenkov ‏ |